# يوري وتسينكو
يوري وتسينكو (بالأوكرانية: Юрій Віталійович Луценко)‏ مواليد 14 ديسمبر 1964 في روفنو، جمهورية أوكرانيا السوفيتية الاشتراكية، الاتحاد السوفيتي، هو سياسي ورجل دولة أوكراني و زير سابق للشؤون الداخلية . في 13 ديسمبر 2010 اتهم وتسينكو بإساءة استخدام السلطة والتزوير من قبل المدعي العام الأوكراني فيكتور بشونكا 
.